# Salvia apiana
Salvia apiana là một loài thực vật có hoa trong họ Hoa môi. Loài này được Jeps. miêu tả khoa học đầu tiên năm 1908.

## Hình ảnh

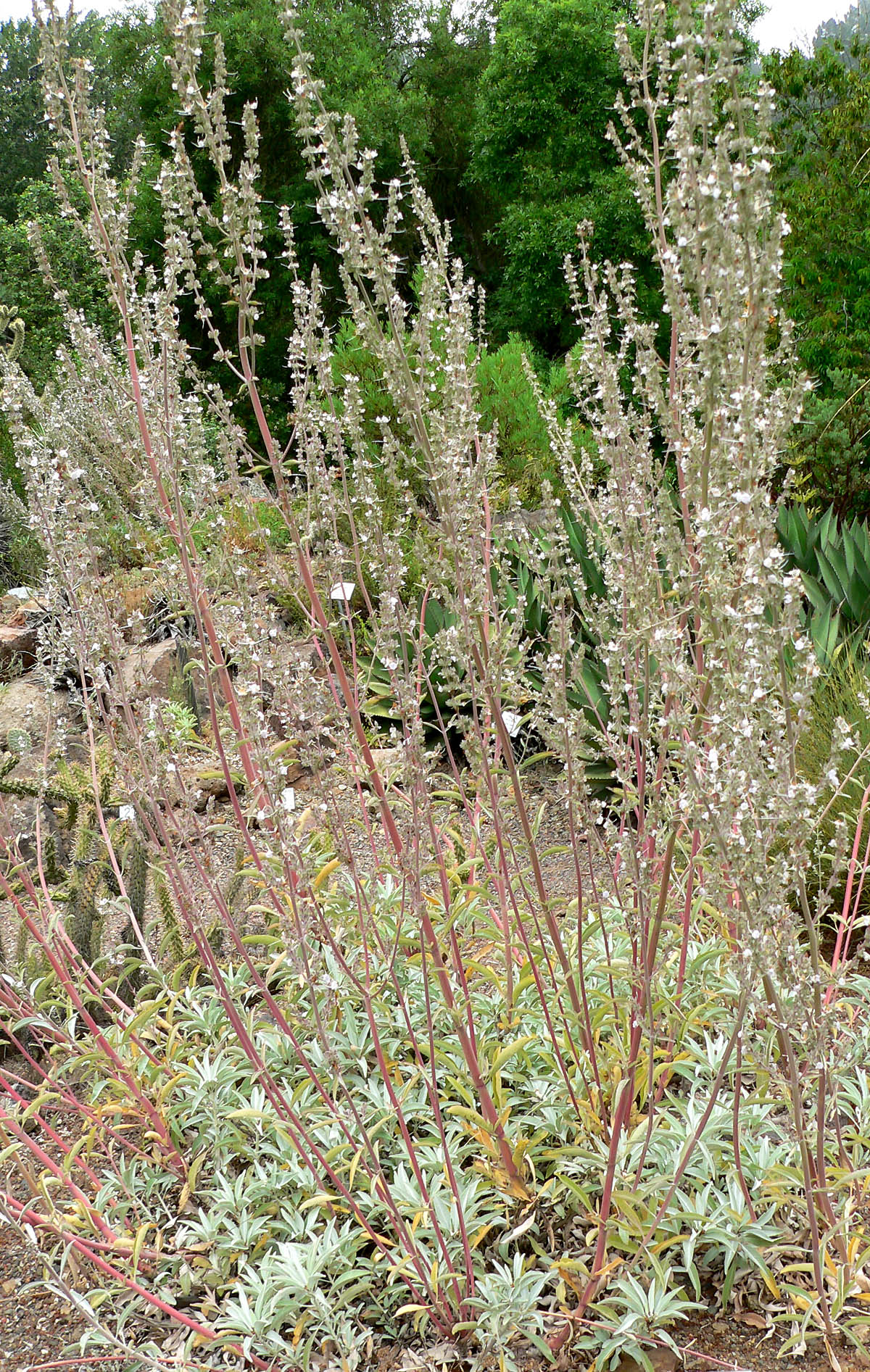
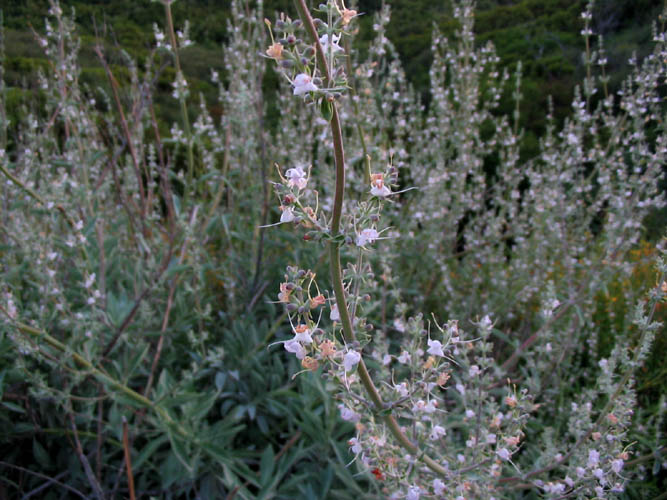
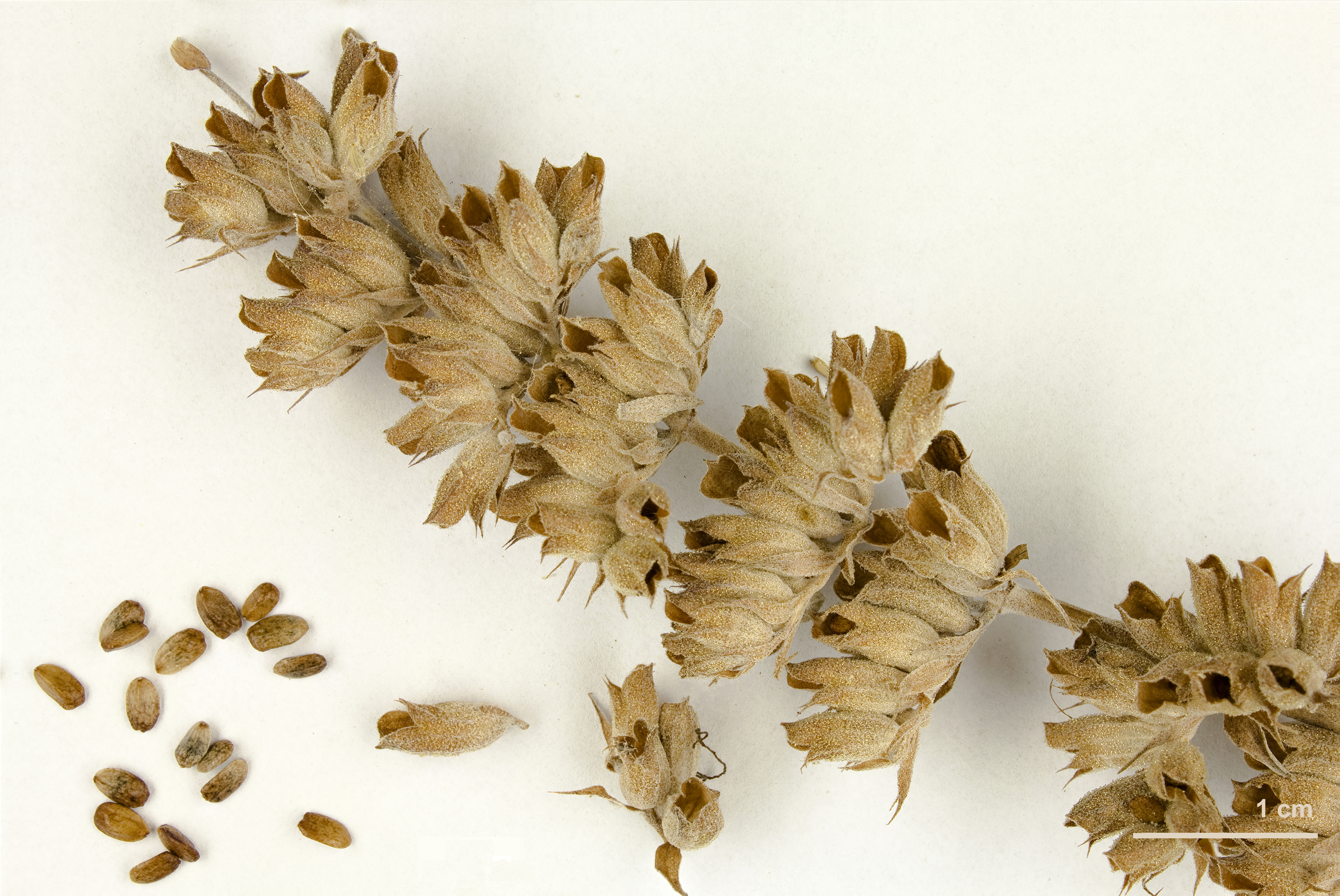
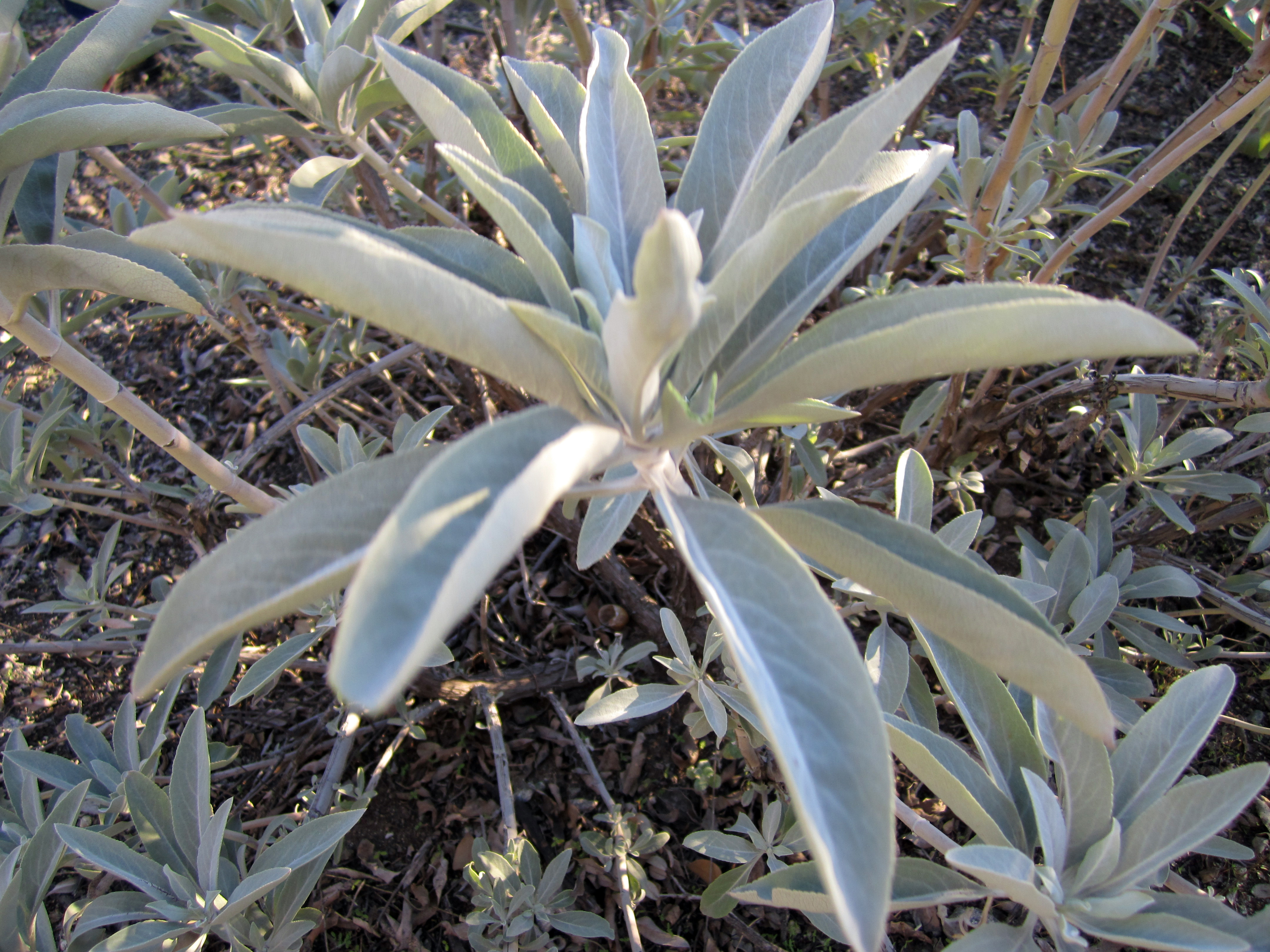